# 渚にて (バンド)
渚にて（なぎさにて）は、日本の音楽バンド。柴山伸二、竹田雅子の夫妻を中軸として1992年より活動。

## 来歴

### 結成以前
1980年代の京都のアンダーグラウンド音楽シーンにおいて、柴山は非常階段の前身、螺旋階段に在籍していた高山謙一、頭士奈生樹らが結成したバンド、イディオット・オクロックのメンバーとして京都大学西部講堂を中心としたライブ活動を続けていた。その傍ら、ソロ・プロジェクトのハレルヤズとして、さまざまなミュージシャンが楽曲提供・出演する形でのレコーディングを行なった。1986年、ハレルヤズのアルバム『肉を喰らひて誓ひをたてよ』のリリースを以って自主レーベル、ORG RECORDSが始動。このレーベルは、イディオット・オクロックのメンバーの各プロジェクトのほか、工藤冬里を中心とするMaher Shalal Hash Bazの一連の作品のリリースにより内外に知られる。

### 1990年代
柴山は1992年に「レコードとして完成されたもの」を目指して渚にてとしてソロでのスタジオ・レコーディングを開始し、1995年にファーストアルバム『渚にて』をリリースする。このアルバムでは柴山の曲作りにおける「声のイメージ」としてのみ関与していた竹田が正式に加入した結果、2枚目以降のアルバムは、柴山と竹田が共にリーダーとして曲作りを担当した作品となっている。山本精一の難波ベアーズを中心としてライブ活動も行なった。1996年にはハレルヤズのアルバムがPSFレコードからCDリリースされた。1999年には英Wire誌によるドミノ・レコーズのサンプラーに、Maher Shalal Hash Bazの作品と並んでハレルヤズ作品「星」のザ・パステルズによるカバーが取り上げられた。

### 2000年代
2000年にはP-VINEにより過去作品が全国流通でCDリリースされる。2001年にドミノ・レコーズ傘下でスティーヴン・パステル（ザ・パステルズ）の運営するGeographicレーベルからリリースされたハレルヤズを含む過去作品のコンピレーション・アルバム"SONGS FOR A SIMPLE MOMENT"の日本盤『ほんの少しのあいだ』もP-VINEが発売した。2001年のアルバムではゲストドラムにティム・バーンズ（ジム・オルーク・バンド）を迎え、この作品以降はP-VINEとJagjaguwarからの日米リリースとなっている。2004年に制作期間14か月を経て完成した『花とおなじ』を発表し、アルバム発売記念ツアーを開催。同年にリメイクアルバム『夢のサウンズ』をリリース。2008年には通算7枚目となるアルバム『よすが』をリリースした。

### 2010年代
2012年12月23日、難波ベアーズにて『よすが』のリリース以来5年ぶりのライブを実施。また2014年、6年半ぶりとなるニューアルバム『遠泳』をP-VINEよりリリースする。

## 音楽性
Oz Disc主宰の田口史人が2000年にリリースしたサンプラー「so far songs」は、17組のボーカルをフィーチャーしたローファイなインディーバンドのコンピレーション・アルバムであるが、「うたもの」としてメディアに取り上げられ、同作品にも登場した渚にても、羅針盤とともに「うたもの」の代表バンドと紹介された時期がある。また、バンド名や曲名「渚のわたし」の渚の英訳が、ニール・ヤングの1974年のアルバム「On the beach」 (邦題『渚にて』) と同名であるため、英語圏での紹介でこの時期のニール・ヤング作品からの影響が示唆されることがあるが、柴山自身はブログ等でネビル・シュートのSF小説の映画化作品から取ったとしている。

## メンバー
- 柴山伸二 （ボーカル、ギターなど） - ハレルヤズ
- 竹田雅子 （ボーカル、ドラムス、ベースなど）
- 吉田正幸 （キーボード） - 羅針盤
- 山田隆司 （ベース） - ラブドラブド

### 旧メンバー
- 高橋幾郎 （ドラムス） - 不失者、光束夜、ハイ・ライズなど
- 田代貴之 （ベース）

### ゲスト・ミュージシャン
- 頭士奈生樹 （exイディオット・オクロック、非常階段）
- ティム・バーンズ （ジム・オルーク・バンド）
- 山本精一 （羅針盤、ボアダムス）
- 中崎博生 （マヘル・シャラル・ハシュ・バズ）
- 中村宗一郎 （exホワイト・ヘヴン）

など

## 特集・インタビュー
- 『G-Modern』vol.17 (1998年)
- 『大食』vol.3 (1997年) オルグ・レコード主宰としてのインタビュー
- 『Indies Magazine』vol.46 pp110-113 （日常から生まれる音楽「うたもの音楽特集」pp101-123）(2001年)

## ディスコグラフィー

### アルバム
|      | 発売日                                   | タイトル         | 規格品番               | 収録曲 | 備考                         |
| ---- | ---------------------------------------- | ---------------- | ---------------------- | --- | ---------------------------- |
| 1st  | 2000年7月25日                            | 渚にて           | PCD-5810               | 全11曲 1. 渚のわたし 2. 裏切りの挽歌 3. お前を捨てる 4. きのうのはなし 5. 愛のしるし 6. 不実の星 7. あなたを捨てる 8. 渚にて (インストゥルメンタル) 9. 彼等 10. むかしのはなし 11. 女                                                                                  | オリジナルリリース1995年 Org |
| 2nd  | 2000年7月25日                            | 太陽の世界       | PCD-5605               | 全9曲 1. 渚にて (インストゥルメンタル) 2. 朝顔/川 3. わたしのはなし 4. 太陽の世界 5. 彼女のはなし 6. やさしいにっぽん人 7. 裏切りの挽歌 8. 渚のわたし 9. 結合の神秘 (頭士奈生樹のカヴァー)                                                                             | オリジナルリリース1997年 Org |
| 3rd  | 2000年7月25日                            | 本当の世界       | PCD-5603               | 8曲+6曲 DISC1 1. 本当の世界 2. マロとクマオー 3. 夕方の一部 4. 雪のように 5. 世界とわたし 6. 夜明けの轍 7. 散歩 8. 彼女のはなし DISC2 1. 太陽の世界 2. 心のあいだ 3. いつまでもそばに 4. 星空のブルース 5. 走る感じ 6. 波の上                                          | オリジナルリリース1999年 Org |
| 4th  | 2001年6月25日                            | こんな感じ       | PCD-5812               | 全10曲 1. 新世界 2. 川をわたる歌のうた 3. わたしたち 4. 風のつよさ 5. こんな感じ 6. 朝顔 7. 肴のはやさ 8. 波のつよさ 9. マロ 10. 星々 | Org                          |
| 5th  | 2004年5月7日 2005年11月15日              | 花とおなじ       | PCD-5859:CD ORG-021:LP | 全9曲 1. 花とおなじ [6:45] 2. 玉 [4:51] 3. 川 [3:48] 4. ともし灯 [5:42] 5. 妻 [4:42] 6. いばら [11:41] 7. 草のかなたに [5:59] 8. うたのあとで [4:13] 9. 知ってる感じ [3:02]                                                                                            | Org                          |
| 6th  | 2004年10月15日                           | 夢のサウンズ     | PCD-4098:CD ORG-022:LP | 全4曲 1. 本当の世界 [9:28] 2. 走る感じ [4:31] 3. 渚のわたし [6:46] 4. 太陽の世界 [20:58] 頭士奈生樹・中村宗一郎が参加 | リメイクアルバム Org         |
| 7th  | 2008年6月20日(国内) 2008年09月22日(海外) | よすが           | PCD-25081              | 全13曲 1. 予感 [4:55] 2. 七つの海 [7:54] 3. 海がみえたら [5:13] 4. Gのやつ [3:50] 5. ひみつ [7:27] 6. 夏のまうえ [4:32] 7. Ishi River [5:36] 8. あくる日 [6:46] 9. 夜のほとり [4:52] 10. クマオー [2:47] 11. 星のあつまり [7:31] 12. よすが [7:02] 13. 天のつゆ [2:28] | P-VINE                       |
| 8th  | 2014年11月19日                           | 遠泳             | PCD-27023              | 全13曲 1. 遠泳 [6:48] 2. まだ夜 [4:48] 3. 残像 [8:18] 4. ことりのゆめ [4:36] 5. そっくりモグラ [2:36] 6. 水草 [2:40] 7. フジオ [6:41] 8. 遠雷 [5:18] 9. けものみち [6:36] 10. 海にゆく [5:30] 11. あいのほとり [4:02] 12. 暗く青い星 [6:47] 13. ひかる ふたつ [5:14]   | P-VINE オリコン最高283位     |
| 9th  | 2017年1月18日                            | 星も知らない     | PCD-27034              | 全9曲 | P-VINE                       |
| 10th | 2020年11月18日                           | ニューオーシャン | PCD-27048              | 全9曲 | P-VINE                       |

### シングル
| 発売日         | タイトル            | 規格品番 |
| -------------- | ------------------- | -------- |
| 2001年         | They                | GEOG10   |
| 2020年10月21日 | Newocean / 災いの星 | P7-6264  |

### 参加作品
| 発売日                        | タイトル                       | 規格品番  |
| ----------------------------- | ------------------------------ | --------- |
| 2000年12月25日                | タダダー!トリビュート 私服刑事 | PCD-5614  |
| 2001年01月24日                | トリビュート・トゥ・ニッポン   | UOCA-1007 |
| 2001年11月09日                | ほんの少しのあいだ             | PCD-3232  |
| 2002年10月23日 2003年08月27日 | TONE POEM ARCHIVES             | VBON-1002 |

## ミュージックビデオ
| 監督     | 曲名                         |
| 中野達仁 | 「花とおなじ」「本当の世界」 |
| 不明     | 「よすが」                   |